# Эркээни
Эркээни — одна из долин в центральной части Республики Саха (Якутия), наряду с Туймаадой и Энсиэли.
Расположена на левом берегу Лены между Табагинским мысом на севере и городом Покровск на юге. Одна из трёх издревле заселённых людьми долин в центральной Якутии и самая южная из них. Административно относится к Хангаласскому улусу (району) Якутии. Протяженность — 40 км, ширина достигает 6 км, площадь долины около 160 км². Здесь расположены 4 наслега — Тёхтюрский (сёла Тёхтюр и Карапатское), Октёмский (сёла Октёмцы и Чапаево), Жерский (село Улах-Ан) и Немюгюнский (село Ой).
Считается, что тюркоязычные предки якутов, прибывая несколькими волнами миграции с юга, обосновывались прежде всего в этой долине. Ко времени прихода русских казаков в 1630-х гг. долину Эркээни давно и прочно населяли якутские хангаласские роды, являвшиеся основными носителями тех южных культурных элементов, включая тюркскую речь, которые определили основной характер позднейшей якутской культуры.
Именно здесь, на этой плодородной земле, остановился прародитель якутов Омогой Бай. А вскоре по реке Лене приплыл Эллэй Ботур. Берег, на который он пристал, назвал Ытык Сир — Бахай, а местность, которую выбрал на жительство — «Бэлэнтэй». Местность Немюгинцы, расположенная в этой долине, по А. Е. Кулаковскому, является родиной Тыгына Дархана.
В начале XVIII века здесь появились первые русские переселенцы. В 1743 году здесь была образована Улах-Анская ямщицкая почтовая станция. Ямщики Улах-Анской станции были выходцами из Вятской и Ивановской губерний. Расстояние от одной ямщицкой станции до другой составляло 40 верст, позднее их уменьшили до 20-25.
Является одним из сельскохозяйственных центров республики. Эту живописную долину с древних времен украшают прекрасные поля, луга и земляничные поляны, лиственные леса, сосновые боры, озёра и речки. Здесь пасутся тучные стада коров, табуны лошадей, раскинулись широкие пашни и пастбища.